# 2022 FA 커뮤니티 실드
2022 FA 커뮤니티 실드는 FA 커뮤니티 실드의 100번째 대회로 2022년 7월 30일에 개최되었다. 이번 대회는 지난 시즌 FA컵 우승 팀인 리버풀과 프리미어리그 우승 팀인 맨체스터 시티가 경기를 가졌다. 이 경기에서 리버풀이 맨체스터 시티를 3–1로 꺾고 2006년 대회 이후로 16년만에 우승을 차지했다.
FA 커뮤니티 실드는 1974년 대회부터 매년 웸블리 스타디움에서 열리고 있지만 올해는 하루 차이로 웸블리 스타디움에서 UEFA 여자 유로 2022 결승전이 열렸기 때문에 2012년 런던 올림픽 축구경기로 인해 빌라 파크에서 대회가 개최된 이후로 10년만에 다른 경기장인  레스터 시티 FC의 킹 파워 스타디움에서 경기가 열렸다.

## 참가팀
| 구단          | 자격              | 참가연도¹² |
| ------------- | ----------------- | --- |
| 리버풀        | FA컵 우승         | 23(15)³ (1922, 1964*, 1965*, 1966, 1971, 1974, 1976, 1977*, 1979, 1980, 1982, 1983, 1984, 1986*, 1988, 1989, 1990, 1992, 2001, 2002, 2006, 2019, 2020) |
| 맨체스터 시티 | 프리미어리그 우승 | 12(6)³ (1934, 1937, 1956, 1968, 1969, 1972, 1973, 2011, 2012, 2014, 2018, 2019, 2021)                                                                  |

¹ 굵은 글씨는 우승한 연도이다.

² *표시는 공동 우승한 연도이다.

³ 괄호안의 숫자는 우승횟수를 나타낸다.

## 대회 정보
리버풀과 맨체스터 시티는 커뮤니티 실드에서 각각 통산 15회, 6회의 우승 기록을 가지고 있다. 이번 대회는 FA 커뮤니티 실드에서 가지는 양 팀의 2번째 맞대결이다. 첫 대결은 2019년 대회였으며, 양 팀이 1–1로 비긴채로 승부차기에 들어가 5–4로 맨체스터 시티가 승리한 바 있다.

## 경기 정보

### 상세 정보
| 리버풀                                                  | 3–1  | 맨체스터 시티  |
| ------------------------------------------------------- | ---- | -------------- |
| - 알렉산더아널드 21′ - 살라 83′ (페널티) - 누녜스 90+4′ | 기록 | - 알바레스 70′ |

| 리버풀 | 맨체스터 시티 |

| GK          | 13 | 아드리안          |       |       |
| RB          | 66 | 알렉산더아널드    |       | 74′   |
| CB          | 32 | 조엘 마티프       |       |       |
| CB          | 4  | 버질 판 데이크    |       |       |
| LB          | 26 | 앤드루 로버트슨   |       |       |
| CM          | 14 | 조던 헨더슨       |       | 74′   |
| CM          | 6  | 티아고 알칸타라   |       | 85′   |
| CM          | 3  | 파비뉴            |       |       |
| RF          | 11 | 모하메드 살라     |       | 90+5′ |
| LF          | 23 | 루이스 디아스     |       | 90′   |
| CF          | 9  | 호베르투 피르미누 |       | 59′   |
| 교체선수:   |    |                   |       |       |
| GK          | 95 | 하비 데이비스     |       |       |
| DF          | 2  | 조 고메즈         |       |       |
| DF          | 5  | 이브라히마 코나테 |       |       |
| DF          | 32 | 조엘 마티프       |       |       |
| MF          | 7  | 제임스 밀너       |       | 74′   |
| MF          | 8  | 나뷔 케이타       |       | 85′   |
| MF          | 17 | 커티스 존스       |       | 90+5′ |
| MF          | 19 | 하비 엘리엇       |       | 74′   |
| FW          | 27 | 다르윈 누녜스     | 90+5′ | 59′   |
| FW          | 28 | 파비우 카르발류   |       | 90′   |
| 감독:       |    |                   |       |       |
| 위르겐 클롭 |    |                   |       |       |

| GK              | 31 | 에데르송              |     |     |
| RB              | 2  | 카일 워커             |     |     |
| CB              | 3  | 후벵 디아스           | 83′ |     |
| CB              | 6  | 나탄 아케             |     |     |
| LB              | 7  | 주앙 칸셀루           |     |     |
| CM              | 17 | 케빈 더 브라위너      |     | 74′ |
| CM              | 16 | 로드리                |     |     |
| CM              | 20 | 베르나르두 실바       |     |     |
| RF              | 26 | 리야드 마레즈         |     | 58′ |
| CF              | 9  | 엘링 홀란             |     |     |
| LF              | 10 | 잭 그릴리시           |     | 58′ |
| 교체선수:       |    |                       |     |     |
| GK              | 18 | 슈테판 오르테가       |     |     |
| DF              | 5  | 존 스톤스             |     |     |
| DF              | 79 | 루크 음베테           |     |     |
| DF              | 97 | 조슈아 윌슨에스브랜드 |     |     |
| MF              | 4  | 캘빈 필립스           |     |     |
| MF              | 8  | 일카이 귄도안         |     | 74′ |
| MF              | 47 | 필 포든               |     | 58′ |
| MF              | 80 | 콜 팔머               |     |     |
| FW              | 19 | 훌리안 알바레스       |     | 58′ |
| 감독:           |    |                       |     |     |
| 페프 과르디올라 |    |                       |     |     |

맨 오브 더 매치:  다르윈 누녜스 (리버풀)
| 부심: 해리 레너드 (서식스) 닉 홉튼 (더비셔) 대기심: 대런 잉글랜드 (셰필드&할렘셔) 보조심: 팀 우드 (글로스터셔) 비디오 판독심: 존 브룩스 (레스터셔) 보조 비디오 판독심: 리 베츠 (노퍽) | 경기 규칙 - 전•후반 90분동안 치러진다. - 전•후반 무승부일 경우 승부차기를 통해 우승팀을 가린다. - 9명의 교체 선수를 등록할 수 있으며 최대 6명까지 교체할 수 있다. |

### 통계
| 항목        | 리버풀 | 맨체스터 시티 |
| ----------- | ------ | ------------- |
| 득점        | 3      | 1             |
| 슈팅        | 15     | 14            |
| 유효슈팅    | 4      | 8             |
| 볼 점유율   | 42%    | 48%           |
| 패스 횟수   | 396    | 537           |
| 패스 성공률 | 81%    | 84%           |
| 코너킥      | 2      | 4             |
| 파울        | 12     | 8             |
| 오프사이드  | 3      | 3             |
| 경고        | 1      | 1             |
| 퇴장        | 0      | 0             |

## 같이 보기
- 2021-22 프리미어리그
- 2021-22 FA컵